# ジェームス・オボンナ

ジェームス・C・オボンナ

ジェームス・チュクマ・オボンナ（Prof James Chukwuma Ogbonna）は、ナイジェリアの生物学者。元ナイジェリア大学副学長。元ナイジェリア・バイオテクノロジー協会全国会長。日本国外務大臣表彰受賞。

## 人物・経歴
1982年ジョス大学で植物学を専攻し卒業。1988年山梨大学大学院工学研究科発酵工学専攻修士課程修了、工学修士。1991年筑波大学大学院農学研究科応用生化学専攻博士課程修了、農学博士。
1991年ハンブルク工科大学バイオプロセス・生化学工学研究所博士研究員。1992年筑波大学応用生物化学系助手。1993年筑波大学応用生物化学系講師。1995年筑波大学応用生物化学系助教授。
2002年エボニ州立大学生化学・バイオテクノロジー学部長・教授。2003年エボニ州立大学応用・自然科学部長。2005年エボニ州立大学バイオテクノロジー研究開発センター長。
2006年からナイジェリア大学微生物学部教授を務め、2007年からナイジェリア大学微生物学部長。日本との交流を促進し、2009年には北海道大学と大学間交流協定を締結した。2010年ナイジェリア・バイオテクノロジー協会全国会長。
2016年ナイジェリア大学副学長代理（学術分野担当）。2018年ナイジェリア大学副学長に就任。2021年にはアブジャで開催された天皇誕生日の式典に合わせ、菊田豊駐ナイジェリア特命全権大使より、外務大臣表彰を授与された。